# Nassahegon State Forest
Der Nassahegon State Forest (auch: Nassahegan State Forest,) ist ein State Forest im US-Bundesstaat Connecticut auf dem Gebiet der Gemeinde Burlington.

## Geographie
Das bergige Gelände wird vom Wildcat Mountain mit 741 ft (226 m) über dem Meer überragt. Nach Norden begrenzt der Spielman Highway (Hw 4) das Gebiet des Forsts. Die Gewässer im State Forest gehören alle zum Einzugsgebiet des Farmington River auch wenn sie zunächst in unterschiedliche Richtungen verlaufen. Bradley Brook und Punch Brook fließen nach Norden, während Wildcat Brook und Whigville Brook mit ihren Zuflüssen nach Süden hin entwässern. Sie münden jedoch in den Pequabuck River, der in Farmington in den Farmington River mündet. Am Punch Brook liegt auch die Burlington Trout Hatchery und der Nassahegan Recreational Complex. Außerhalb des Forstgebiets, auf dem weiter westlich gelegenen Johnnycake Mountain befindet sich der Burlington Lookout Tower.

## Freizeitmöglichkeiten
Der Forst wird zur Holzgewinnung genutzt, bietet aber dennoch Möglichkeiten zum Jagen, Wandern und Vögel beobachten. Er wird von einigen Blue-Blazed Trails durchquert.

## Burlington Trout Hatchery
Die Burlington Trout Hatchery (Burlington State Fish Hatchery), die, wie der Forst auch, vom Connecticut Department of Energy and Environmental Protection bewirtschaftet wird, liegt an der Belden Road, am Punch Brook. Die Einrichtung verfügt über Gebäude zur Brütung der Fischeier, mehrere Fischteiche und einen kurzen Naturlehrpfad. Die Fischzucht wurde 1923 eröffnet. Heute werden dort Forellen und Regenbogenforellen gezogen, die in vielen Gewässern ausgesetzt werden, um Angelsport zu ermöglichen. Die Fischzucht ist täglich geöffnet.